# Dendropaemon denticollis
Dendropaemon denticollis là một loài bọ cánh cứng trong họ Bọ hung (Scarabaeidae).